# Krystalizacja równowagowa
Krystalizacja równowagowa – krystalizacja zachodząca w układzie zamkniętym, np. w wyniku krzepnięcia magmy w komorze magmowej. Kryształy wydzielone wskutek spadku temperatury pozostają w kontakcie ze stopem przez cały czas krystalizacji i mogą z nim reagować. Reakcje między kryształami i stygnącym stopem dążą do wytworzenia równowagi w niższej temperaturze. 